# Maskning
Maskning är en stridsåtgärd under en arbetskonflikt, där arbetare bedriver sitt arbete med lägre tempo eller produktivitet än vanligt. Maskning kan till exempel utföras genom att arbetarna följer regler och direktiv till punkt och pricka, i stället för förenklade arbetsmetoder.
Begreppet kan även användas inom framför allt vissa boll-lagidrottsgrenar, framför allt fotboll och bandy där speltiden är ineffektiv, då laget som leder matchen i slutet medvetet sänker tempot (exempelvis tar tid på sig att genomföra hörnor och liknande) för att medvetet få tiden att gå fram till slutsignalen. I exempelvis fotboll kan en spelare som maskar straffas med varning.